# Чон Дон Хо
Чон Дон Хо (кор. 정동호?, 丁東浩?; 7 марта 1990, Пусан) — корейский футболист, защитник корейского клуба «Ульсан Хёндэ».

## Карьера

### Клубная карьера
Начал профессиональную карьеру в Японии. В 2009 году заключил первый контракт с японским футбольным клубом «Иокогама Маринос», однако в его составе провёл всего пять матчей. В январе 2011 года Джон был отдан в аренду до 1 января 2012 года японскому клубу второго дивизиона «Гайнарэ Тоттори».
В январе 2012 года был арендован клубом китайской Суперлиги «Ханчжоу Гринтаун» до конца сезона 2012 года.

### Международная карьера
Выступает за молодёжные команды Южной Кореи различных возрастов. В 2009 году принял участие в чемпионате мира среди молодёжных команд в Египте, где его сборная дошла до стадии четвертьфиналов.